# Козицька Валентина Андріївна
Валенти́на Андрі́ївна Кози́цька (нар. 2 вересня 1939 р.) — головний редактор районної газети «Уманська зоря» із 1994 по 2015 рік, заслужений журналіст України

## Життєпис
Народилася в селі Підвисоке Новоархангельського району Кіровоградської області в родині Ксенії та Андрія Козицьких. Батько загинув на фронтах Другої світової війни.
1956 року закінчила Підвисоцьку середню школу зі срібною медаллю. Відразу почала працювати коректором у місцевій районній газеті.
1957 року переїхала до міста Умань Черкаської області.
1958 року почала працювати в редакції газети «Уманська зоря». Пройшла творчий шлях від коректора до головного редактора видання, на посаду якого була призначена в 1994 році.
1964 року закінчила філологічний факультет Одеського державного університету.
Із 1971 року член Національної спілки журналістів України.
1999 року Валентині Козицькій присвоєно звання «Заслужений журналіст України».
Була депутатом трьох скликань Уманської міської ради, член президії Спілки жінок міста
Має багато нагород, серед яких «Золота медаль української журналістики» (із нагоди 50-річчя Національної спілки журналістів), відзнака «За заслуги перед містом» Уманської міської ради.
Багато років прожила в парі з Василем Степановим. Подружжя виховало сина Сергія, який працює архітектором у місті Київ. Онука Ніка Степанова за фахом кінотелеоператор.

## Професійна діяльність
Роботі в журналістиці Валентина Козицька віддала 59 років свого життя, із них 24 — очолювала газету «Уманська зоря». Працювала на посадах коректора, випускової, завідувачки відділу, відповідального секретаря, заступника редактора та головного редактора.
Жанрова палітра заслуженої журналістки України досить різноманітна: репортажі, інтерв'ю, замальовки, усмішки, фейлетони, статті, оповідання на теми моралі, передмови до збірок поетів Уманщини. Провідні теми публікацій: соціальний та економічний розвиток Умані та Уманського району, збереження навколишнього природного середовища, дослідження історії краю, розповіді про героїчні і трагічні події, пов'язані з боротьбою українського народу за свою свободу й незалежність.
Багато літераторів краю саме їй завдячують розкриттям свого таланту. Валентина Козицька — співавтор книг «Лікар-легенда», «Відлуння Афганських гір».